# Primula japonica
Primula japonica är en viveväxtart som beskrevs av Asa Gray. Primula japonica ingår i släktet vivor, och familjen viveväxter. Inga underarter finns listade i Catalogue of Life.

## Bildgalleri

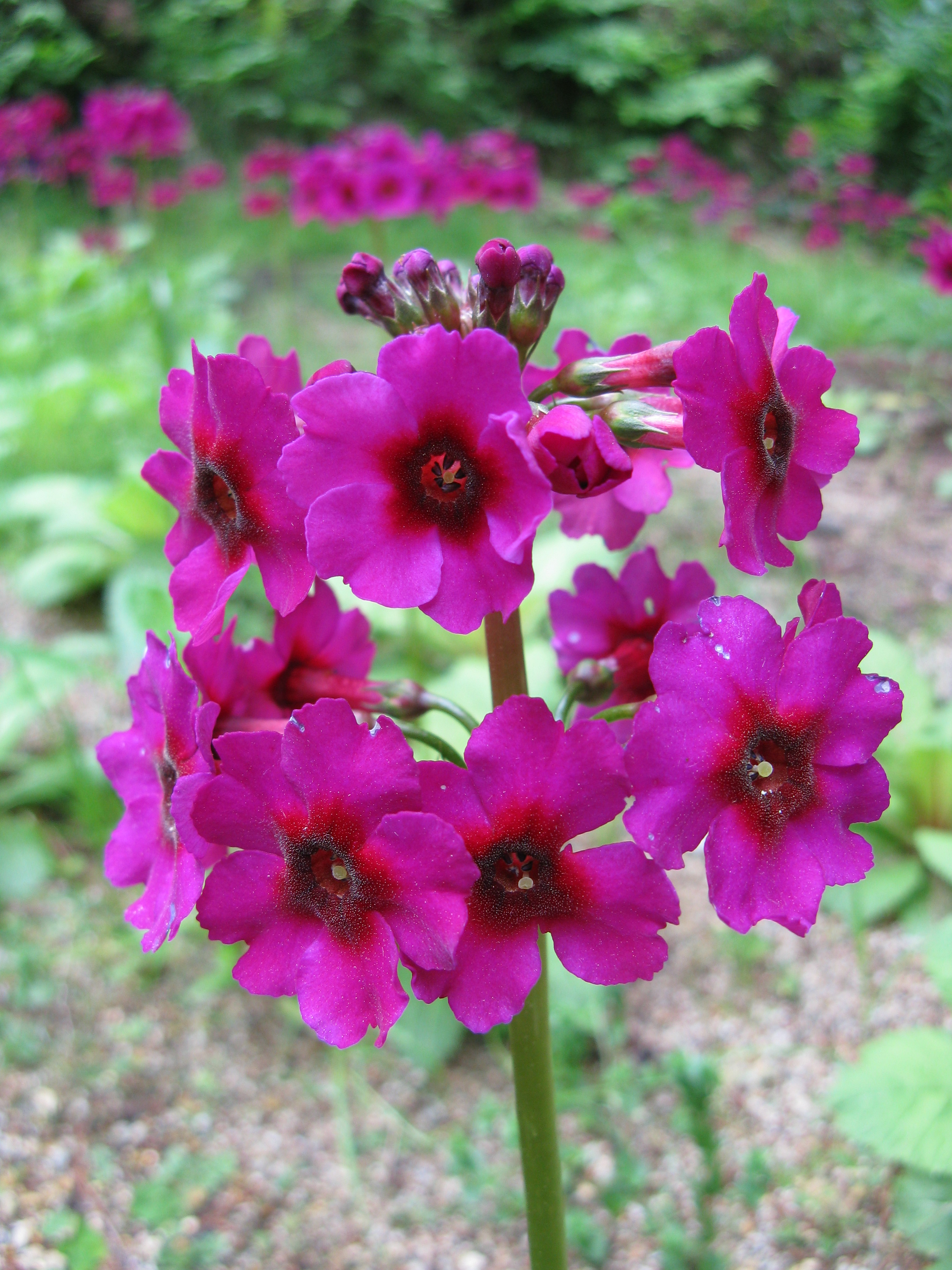
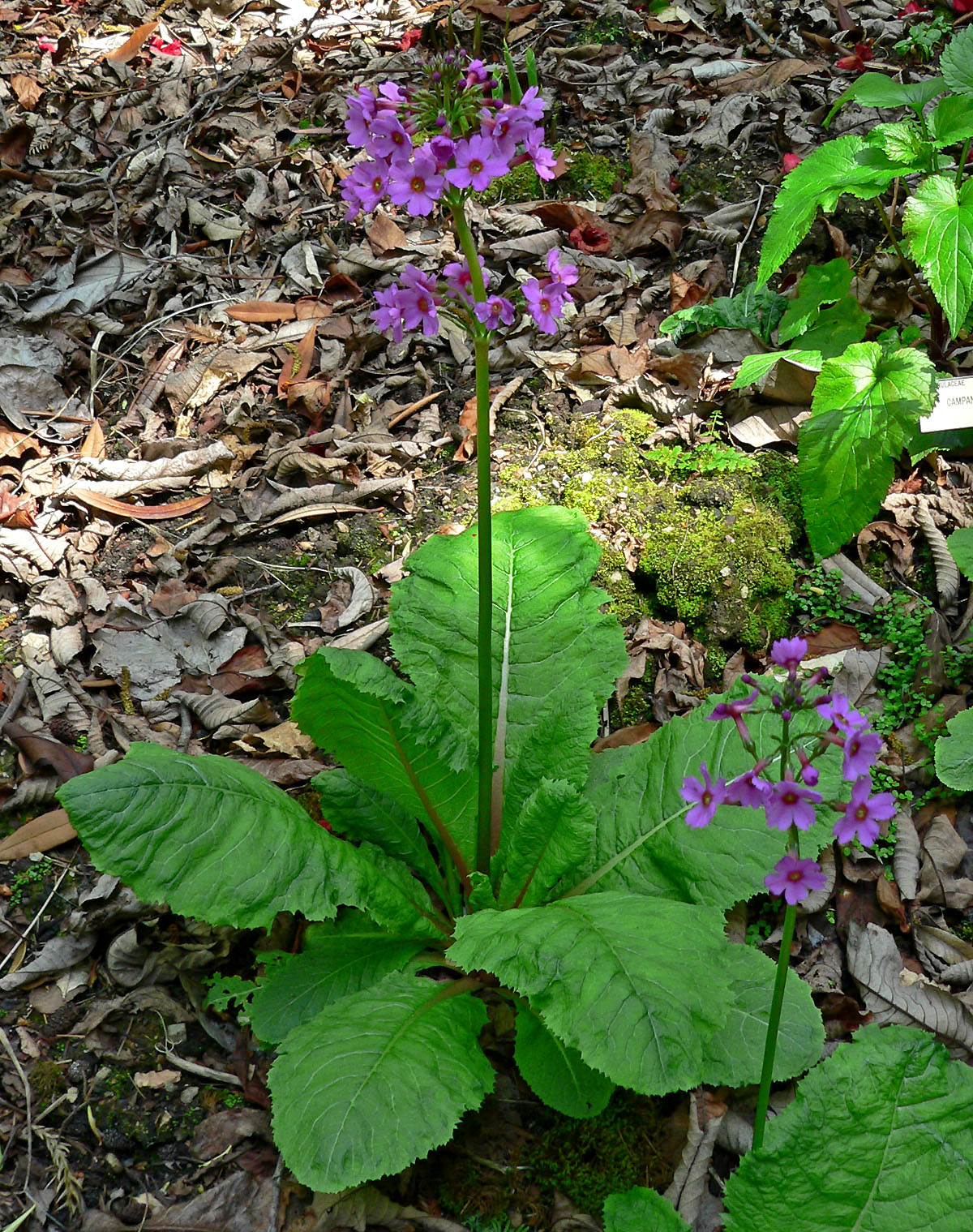
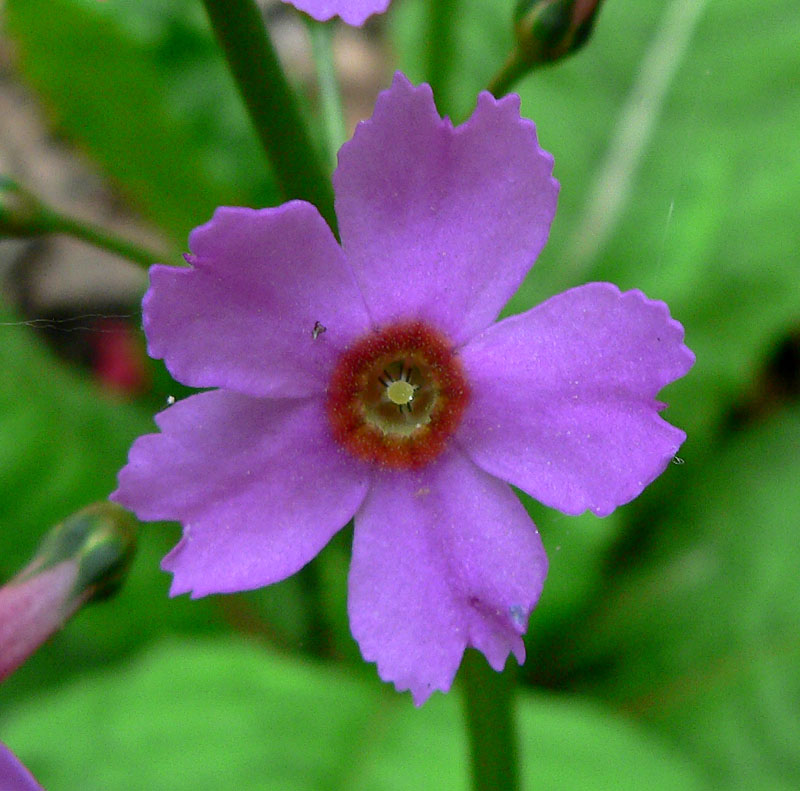
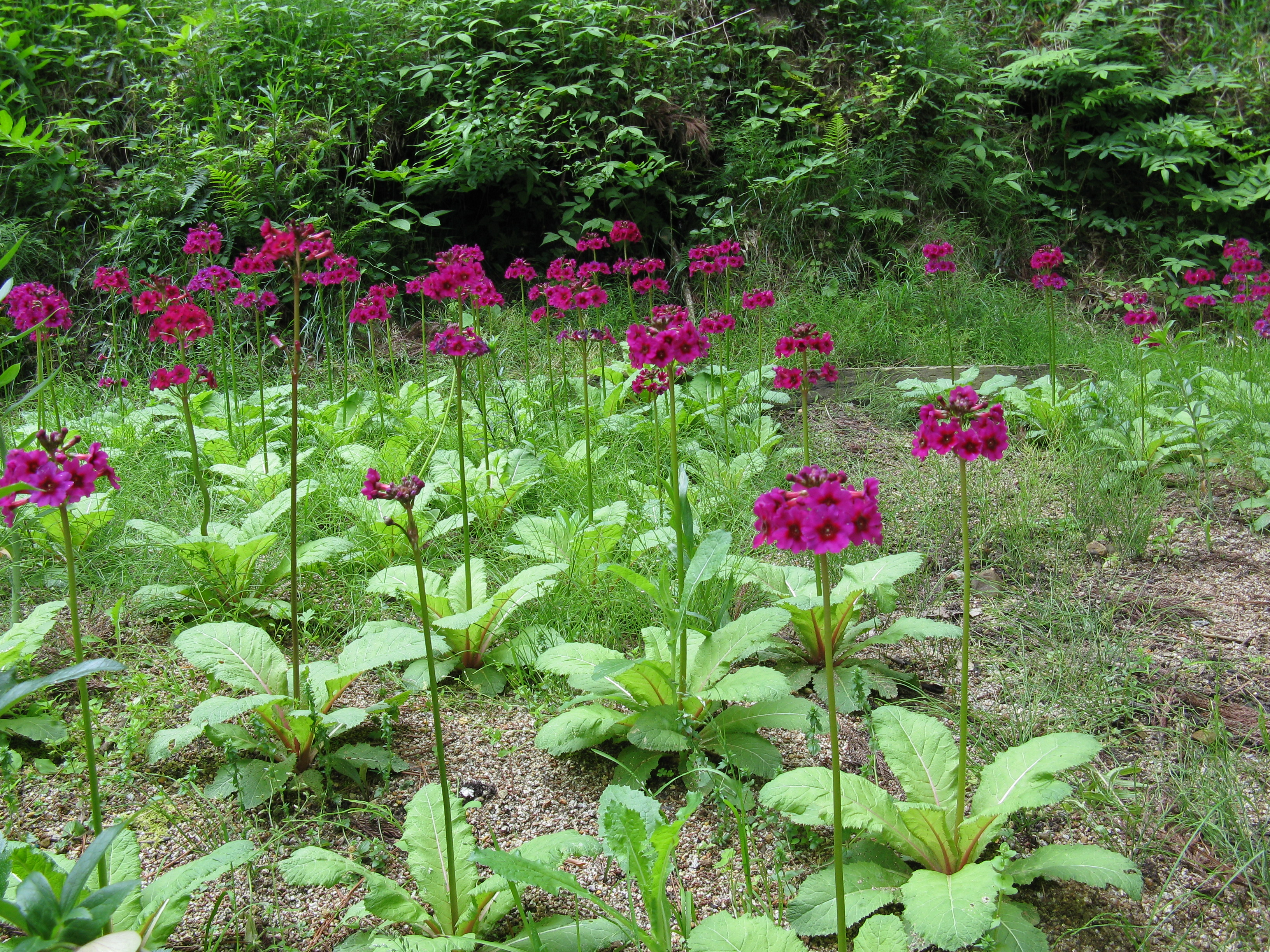
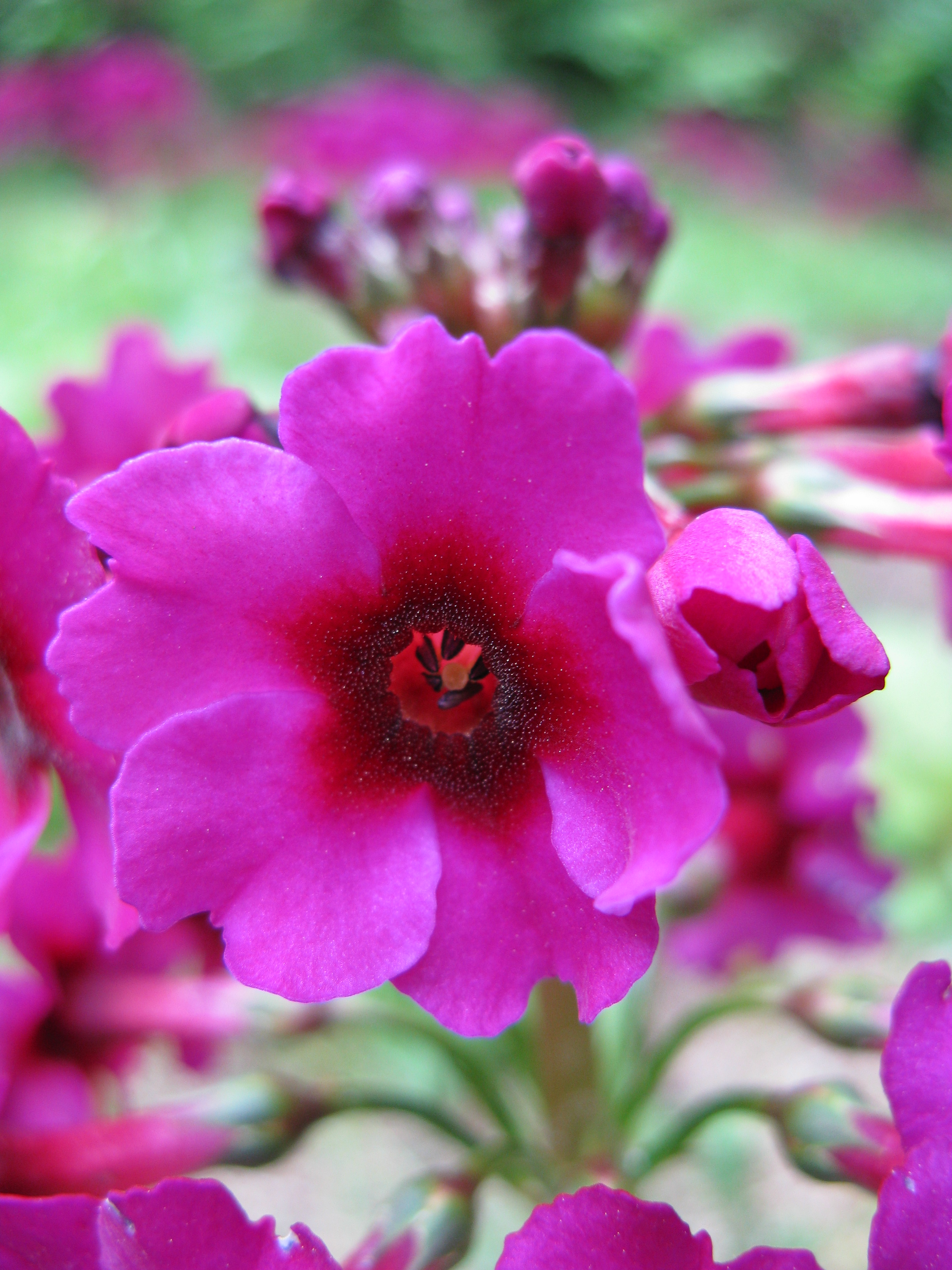
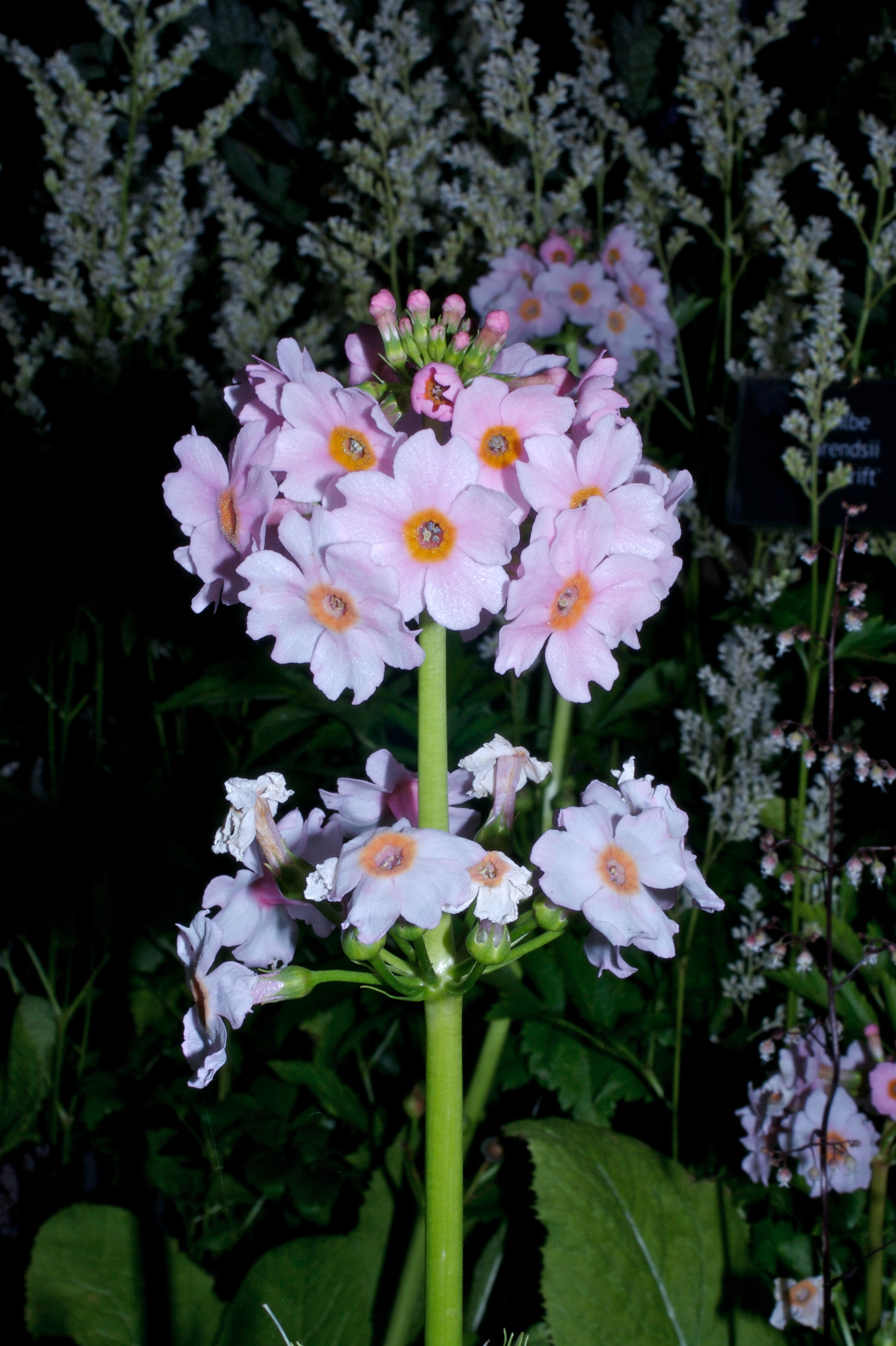